# 四正勤
四正勤（ししょうごん、巴: cattāro sammappadhānā, チャッターロ・サンマッパダーナー）とは、仏教における修行内容の1つ。「三十七道品」の中の第2の行法で、4種の正しい努力のこと。「四精勤」（ししょうごん）、「四正断」（ししょうだん）、「四意断」（しいだん）とも訳される。
四正勤の内容は以下の通り。
- 断断 - 既に生じた悪を除くように勤める
- 律儀断 - まだ生じない悪を起こさないように勤める
- 随護断 - まだ生じない善を起こすように勤める
- 修断 - 既に生じた善を大きくするように勤める

## パーリ経典において
パーリ経典においては、これはcattārimāni sammappadhānāniとして以下に定義される。
1. まだ生じないakusala(悪) - anuppādāya(不生)に努める
2. すでに生じたakusala - pahānāya(断)に努める
3. まだ生じないkusala(善) - uppādāya(生起)に努める
4. すでに生じたkusala - ṭhitiyā(維持)に努める

悪(akusala)と善 (kusala)については、論蔵およびアッタカターにおいて言及されている。一般的にakusalaは三毒をなす貪（lobha）・瞋（dosa）・癡（moha）を指している。kusalaはその反対で、無貪（alobha）、無瞋（adosa）、無癡（amoha）を指す。